# Endolarwofagia
Endolarwofagia – drapieżnictwo wewnątrzlarwalne, występuje u euglenin zjadających postacie larwalne, wylęgłe z jaj widłonogów.